# Han Pijesak
Han Pijesak (in serbo Хан Пијесак) è un comune della Repubblica Serba di Bosnia ed Erzegovina con 3.844 abitanti al censimento 2013.